# Чемпионат России по самбо 2025
Чемпионат России по самбо 2025 года прошёл в Краснодаре с 5 по 7 марта во Дворце самбо. Ранее город принимал чемпионат России по самбо 1996 года. Чемпионат является отборочным для участия в чемпионатах Европы и мира. Традиционно чемпионы страны участвуют в чемпионатах мира, серебряные призёры — в чемпионатах Европы, бронзовые — в розыгрышах Кубка мира.

## Медалисты

### Мужчины
| Весовая категория | Золото                                   | Серебро                                 | Бронза                                                                     |
| ----------------- | ---------------------------------------- | --------------------------------------- | -------------------------------------------------------------------------- |
| до 53 кг          | Андрей Кубарьков · Нижегородская область | Роман Тимофеев · Чувашия                | Александр Корякин · Рязанская область Павел Сараев · Московская область    |
| до 58 кг          | Владимир Гладких · Свердловская область  | Павел Иванов · Чувашия                  | Александр Плеханов · Московская область Вадим Дедов · Москва               |
| до 64 кг          | Владимир Мнацаканян · Краснодарский край | Анзор Гомлешко · Адыгея                 | Денис Пастернак · Краснодарский край Сайгид Керимов · Ставропольский край  |
| до 71 кг          | Расул Наш · Адыгея                       | Али Турсунов · Свердловская область     | Эльдар Гаджиев · Свердловская область Шамиль Тюряев · Москва               |
| до 79 кг          | Рамед Гукев · Свердловская область       | Денис Калинин · Москва                  | Арман Багдасарян · Карелия Руслан Абдулмеджидов · Москва                   |
| до 88 кг          | Сергей Кирюхин · Санкт-Петербург         | Сергей Рябов · Москва                   | Екубжон Назиров · Свердловская область Владислав Панов · Красноярский край |
| до 98 кг          | Сергей Кузнецов · Свердловская область   | Антон Коновалов · Владимирская область  | Денис Баканов · Краснодарский край Андрей Аюбов · Свердловская область     |
| свыше 98 кг       | Артём Осипенко · Брянская область        | Степан Солдатенков · Московская область | Аслан Джиоев · Северная Осетия Антон Брачёв · Свердловская область         |

### Женщины
| Весовая категория | Золото                                     | Серебро                                | Бронза                                                                           |
| ----------------- | ------------------------------------------ | -------------------------------------- | -------------------------------------------------------------------------------- |
| до 50 кг          | Маргарита Барнева · Нижегородская область  | Софья Емелюкова · Чувашия              | Оксана Суровцева · Свердловская область Татьяна Фёдорова · Краснодарский край    |
| до 54 кг          | Анастасия Луканина · Свердловская область  | Анастасия Поликарпова · Москва         | Ирэна Хубулова · Северная Осетия Диана Писковец · Москва                         |
| до 59 кг          | Татьяна Шуянова · Нижегородская область    | Дарья Кузьмина · Свердловская область  | Светлана Уварова · Москва Валентина Штенцова · Свердловская область              |
| до 65 кг          | Карина Черевань · Московская область       | Диана Гамидова · Пермский край         | Валентина Остапец · Москва Екатерина Дорошенко · Санкт-Петербург                 |
| до 72 кг          | Таисия Киреева · Челябинская область       | Ксения Задворнова · Татарстан          | Дарья Казанцева · Омская область Анастасия Филиппович · Смоленская область       |
| до 80 кг          | Анастасия Хомячкова · Владимирская область | Дарья Речкалова · Свердловская область | Марина Букреева · Красноярский край Дина Гизатулина · Челябинская область        |
| свыше 80 кг       | Альбина Чоломбитько · Свердловская область | Олеся Ткаченко · Свердловская область  | Полина Генералова · Краснодарский край Анжела Гаспарян · Калининградская область |

### Боевое самбо
| Весовая категория | Золото                                     | Серебро                                  | Бронза                                                                          |
| ----------------- | ------------------------------------------ | ---------------------------------------- | ------------------------------------------------------------------------------- |
| до 58 кг          | Мухтар Гамзаев · Дагестан                  | Алдар Намсараев · Бурятия                | Радмил Белеев · Республика Алтай Ай-Херел Хертек · Новосибирская область        |
| до 64 кг          | Шейх-Мансур Хабибулаев · Камчатский край   | Павел Пантелеев · Новосибирская область  | Тахир Токарев · Белгородская область Шахбози Нозимзода · Новосибирская область  |
| до 71 кг          | Ренас Зайнутдинов · Татарстан              | Рустам Талдиев · Санкт-Петербург         | Имамшамиль Гусенов · Ставропольский край Ролан Зиннатов · Нижегородская область |
| до 79 кг          | Загид Гайдаров · Камчатский край           | Алексей Иванов · Москва                  | Хадис Гаджиев · Дагестан Рим Хазиахметов · Самарская область                    |
| до 88 кг          | Абусупиян Алиханов · Нижегородская область | Джамбулат Меджидов · Костромская область | Кирилл Харьков · Московская область Евгений Болотских · Белгородская область    |
| до 98 кг          | Артём Тадин · Новосибирская область        | Магомед Гасанов · Татарстан              | Анатолий Токов · Белгородская область Антон Мамонов · Брянская область          |
| свыше 98 кг       | Михаил Кашурников · Москва                 | Михаил Мохнаткин · Санкт-Петербург       | Шамиль Курамагомедов · Дагестан Валентин Молдавский · Белгородская область      |